# Callithomia nikita
Callithomia nikita är en fjärilsart som beskrevs av Richard Haensch 1909. Callithomia nikita ingår i släktet Callithomia och familjen praktfjärilar. Inga underarter finns listade i Catalogue of Life.